# Грядка огородная

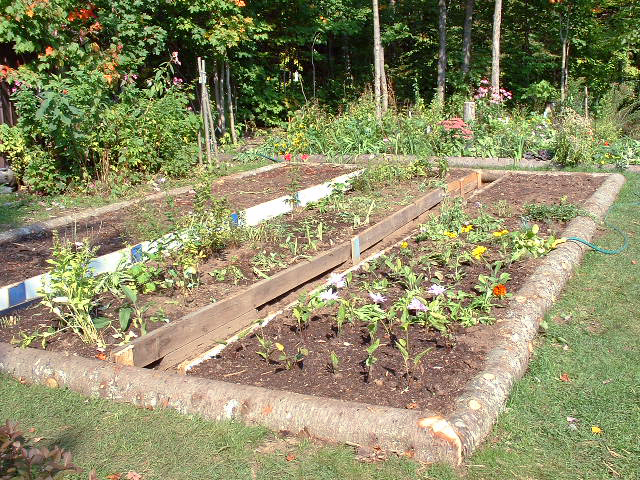

Грядка огородная — узкая полоса разрыхлённой или обработанной другим образом земли в огороде или саду, отделяемая от соседних бороздами или дорожками, предназначенная для выращивания на ней овощных или фруктовых растений. Участок земли, используемый для выращивания сельскохозяйственной продукции, разбивают на слегка возвышенные грядки для обеспечения растениям более глубокого, хорошо разрыхлённого и прогреваемого слоя почвы, в также для удобства обслуживания. Огородные грядки в зависимости от почвы, рельефа местности и выращиваемой культуры рекомендуется делать шириной 70—100 см, высотой 10—25 см и с расстоянием между грядками 30—40 см. Для теплолюбивых растений грядки делают выше, чем для холодностойких. Уход за грядками заключается в поливе участка вокруг растений, прополке сорняков, рыхлении почвы и внесении удобрений. В южных районах, где много солнца и почва хорошо прогревается, устраивать гряды и гребни нецелесообразно.
Огородный гребень по назначению полностью аналогичен огородной грядке. Его отличие от огородной грядки заключается в меньшей ширине (не более 30 см) и в большей высоте.  